# Fulton Street (Manhattan)
Fulton Street és un carrer de Manhattan, a New York. És situada al Financial District, alguns carrers al nord de Wall Street. S'estén entre Church Street prop de l'emplaçament del World Trade Center i South Street, a l'alçada del South Street Seaport. El carrer pren el seu nom de l'inventor i enginyer Robert Fulton, qui era especialitzat en la creació de vaixells de vapor. Abans, els transbordadors travessaven l'East River per arribar a Fulton Street al borough de Brooklyn. L'antic Fulton Fish Market estava situat prop del South Street Seaport abans de traslladar-se a Hunts Point al Bronx.
Fulton Street és a més a més el nom d'una estació del metro de Nova York per la que transiten diverses línies, sobretot en direcció a Brooklyn. Així, les rutes A i C de l'IND Eighth Avenue Line, les rutes 4 i 5 de l'IRT Lexington Avenue Line, les rutes 2 i 3 de l'IRT Broadway-Seventh Avenue Line i les rutes J, Ruta M del Metro de Nova YorkM i Z de la BMT Nassau Street Line passen per Fulton Street. Els treballs per a la construcció d'una estació comuna a totes les rutes, batejada Fulton Street Transit Center, finançats per la ciutat s'haurien d'acabar el 2009.